# Minhag
Minhag è una parola ebraica difficilmente traducibile, un tipo di rito liturgico, che denota un complesso di liturgie, tradizioni, "attitudini", "modalità", consuetudini, norme specifiche di determinate comunità dell'ebraismo rabbinico della diaspora e, in misura minore, di Israele.
Esistono, nelle varie comunità, minhaghim (plurale di minhag) maggiori e minori. Una grande differenziazione è di origine geografica, e risale al rinascimento:
- Minhag ashkenazita, sviluppato nelle comunità di lingua yiddish dell'Europa occidentale, del Nord e dell'Est (Parte di Francia, Germania, Italia, Polonia, Russia, Romania)
- Minhag sefardita, sviluppato nella penisola iberica in epoca prespagnola, e migrato nel 1492 in tutto il bacino del Mediterraneo, in particolare in Italia, Grecia e Africa settentrionale, e anche nell'Impero ottomano, nei Paesi Bassi, Inghilterra e America.
- Minhag orientale, sviluppato nelle comunità babilonesi ed estesosi a tutto il Medio oriente fino a Yemen, Iran, Caucaso, Buchara e Afghanistan.
- Minhag italiano, sviluppato in parte dell'Italia

All'interno di questi minhaghim (plurale di minhag) si sono sviluppate liturgie specifiche, che hanno preso elementi delle grandi correnti. Il Minhag italiano, che si fa risalire alle comunità ebraiche della Roma imperiale, ha oggi assorbito anche alcune caratteristiche dei minhaghim askenazita e sefardita, a causa dell'influenza che le comunità ebraiche provenienti dall'Europa del nord e dalla Spagna hanno avuto nella realtà cosmopolita italiana.